# Padania (singolo)
Padania è un singolo del gruppo alternative rock italiano Afterhours, prodotto nel 2012 dalla Germi, pubblicato dalla Artist First ed estratto dall'omonimo album Padania del 2012.

## Il brano
Il brano parla del desiderio ossessivo di cambiare la propria vita che, a lungo andare, tende a far dimenticare i motivi stessi del cambiamento. Il titolo, infatti, non ha alcun significato politico ma è una «metafora territoriale» ed utilizza il nome di «una terra che non esiste per parlare di una condizione interna, esistenziale dell'individuo».

## Premi
Il brano Padania si è aggiudicato la Targa MEI 2012 della Indie Music Like. Il brano è il più gradito dell'anno tra le radio e le web radio selezionate.

## Il video
Il videoclip, diretto da Graziano Staino, è stato pubblicato il 23 aprile 2012 sul sito di Repubblica, ed ha come protagonista il frontman degli Afterhours, Manuel Agnelli. Il 27 aprile è poi stata pubblicata una seconda versione del video con protagonista il batterista della band, Giorgio Prette.

## Tracce
Download digitale
1. Padania – 4:40 (Agnelli)